# Ер сир л'Адур
Ер сир л`Адур (фр. Aire-sur-l'Adour) насеље је и општина у југозападној Француској у региону Аквитанија, у департману Ланд која припада префектури Мон де Марсан.
По подацима из 2007. године у општини је живело 6070 становника, а густина насељености је износила 104 становника/km². Општина се простире на површини од 58 km². Налази се на средњој надморској висини од 80 метара (максималној 176 m, а минималној 68 m).

## Демографија
| 1962. | 1968. | 1975. | 1982. | 1990. | 1999. | 2011. |
| ----- | ----- | ----- | ----- | ----- | ----- | ----- |
| 5.168 | 5.665 | 5.896 | 6.242 | 6.205 | 6.003 | 6.207 |

График промене броја становника у току последњих година